# Talmakerk
De gereformeerde kerk, beter bekend als de Talmakerk, is een kerkgebouw in de buurt Bekkerveld in de wijk Bekkerveld in de gemeente Heerlen in de Nederlandse provincie Limburg. Het kerkgebouw ligt aan de Bekkerweg.

## Geschiedenis
In 1913 werd er grond gekocht om een kerk te bouwen. In die tijd bestond er in Heerlen alleen een huisgemeente. Door de groeiende gemeenschap en een relatief grote reisafstand tot Venlo (waar Heerlen toe behoorde), kwam er steeds meer behoefte aan een eigen kerkgebouw.
Op 23 februari 1914 werd de kerk in gebruik genomen. Er was toen alleen nog geen voorganger.
Op 28 februari 1915 werd de gereformeerde kerk in Heerlen als eigen kerk opgenomen in de acta.
In de jaren 50 werd de kerk te klein en men besloot elders een nieuwe kerk te laten bouwen: de gereformeerde kerk aan de Burgemeester Waszinkstraat, die op 14 maart 1956 in gebruik werd genomen. 
Nadien is het pand in gebruik genomen als woonhuis/atelier.

## Opbouw
Het kerkgebouw is een eenvoudig zaalkerkje dat in zijn geheel bestaat uit zes traveeën. Aan de voorzijde bevindt zich een portaal. Aan weerszijden van het gebouw bevinden zich steunberen met twee versnijdingen. De ramen in de frontgevel zijn langwerpige spitsboogvensters, de ramen in de zijkanten zijn langwerpige rondboogvensters.